# Achille Gregor
Achille Gregor (3. prosince 1910, Praha – 30. ledna 1998, tamtéž) byl český redaktor, scenárista, humorista a spisovatel.

## Život

### Předválečné období
Narodil se v rodině advokátního úředníka a baletky Národního divadla. Jméno dostal po italském kmotrovi. V rodné Praze absolvoval větší část dvouleté obchodní školy (1928), pak vystřídal celou řadu různých povolání, učil se také automechanikem. Byl úředníkem a zároveň redaktorem Trampského zpravodaje, reklamním pracovníkem divadla D 34, jehož hlavním dramaturgem, režisérem a vlastníkem divadelní koncese byl Emil František Burian, vydavatelem studentského satirického časopisu H2SO4 (po roce úředně zakázaném), redaktorem Českého slova a také filmovým statistou. Od roku 1935 byl zaměstnancem koncernu Melantrich. Vedl filmovou rubriku jeho deníku Telegraf. Na sklonku 2. světové války byl pracovně nasazen do továrny v Praze Holešovicích. Kvůli první manželce, Židovce polského původu a komunistce, která na začátku války uprchla do Anglie, byl vyšetřován gestapem.

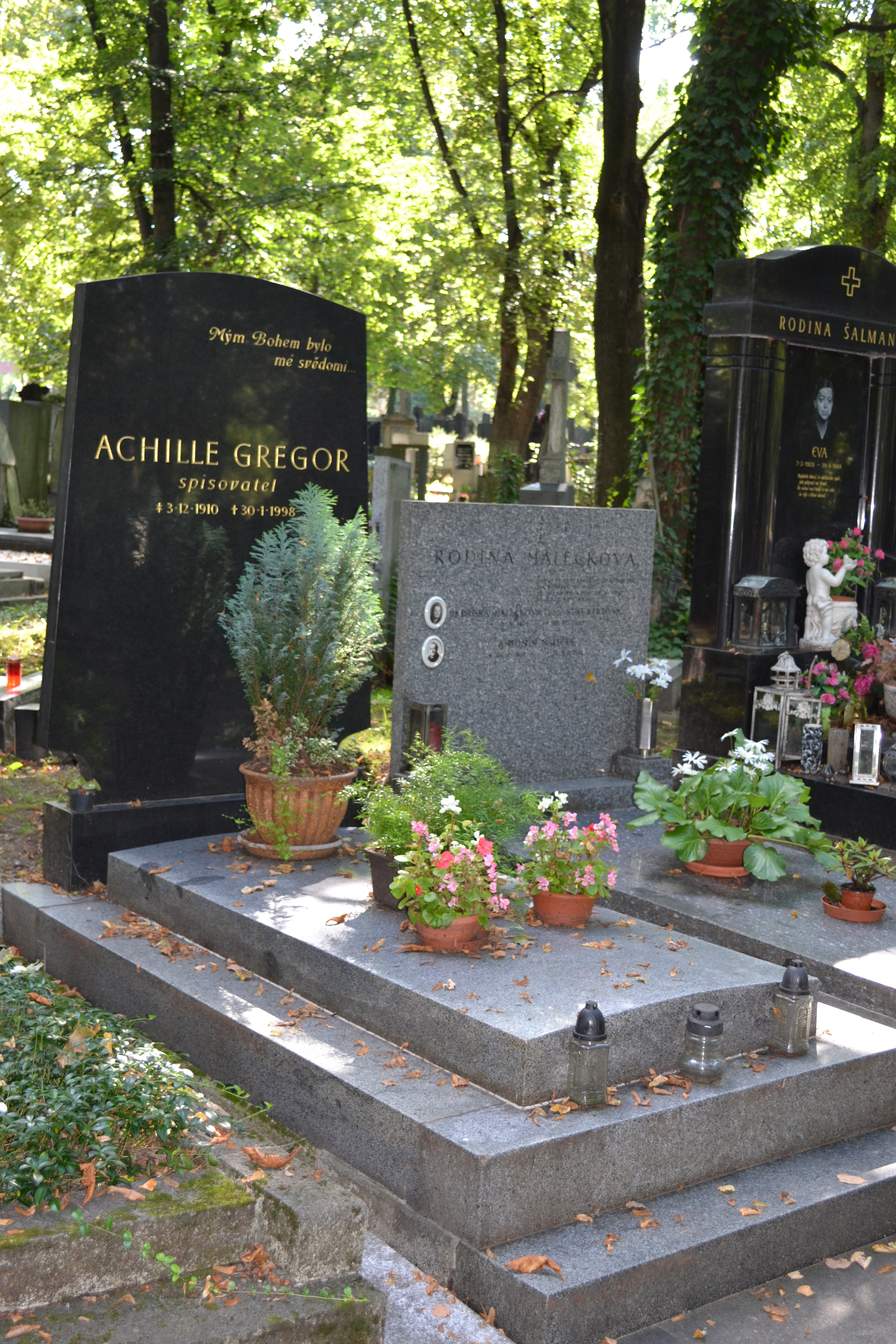
Hrob na Olšanských hřbitovech v Praze

### Po válce
Po skončení 2. světové války pomáhal tři měsíce jako dobrovolný ošetřovatel v Terezíně. Pak na čtyři měsíce přijal možnost pobýt u kamaráda v Anglii. Po návratu do Prahy se stal stálým spolupracovníkem časopisu Dikobraz, v letech 1969 – 1979 byl redaktorem sobotní přílohy deníku Svobodné slovo Kvítko.
Podobal se herci Miloši Kopeckému, s nímž si jej lidé často pletli.

## Dílo
Je znám jako autor fejetonů, příběhů podaných s humorem až satirou. První takové práce napsal ještě během války (např. Kolem horké kaše 1942). Napsal též několik cestopisů, velice populární kuchařku, knihu životopisů a divadelních scénářů. Některé z cestopisů byly vydány v přílohách časopisů.
Tomu všemu se vymyká jeho scifistická práce, novela Odnikud nikam, která byla vydána jako románová příloha časopisu Svět sovětů v roce 1964. Popisuje vznik třetí světové války a život na Zemi po ní.

### Vydané knihy
- Pěšinky do filmového nebe (1940), filmové životopisy
- Kolem horké kaše (1942)
- Povídky s ručením omezeným (1945)
- Přijede patron (1950)
- My, spotřebitelé (1954)
- Muž v podnájmu a jeho historie (1954)
- Nepříjemné maličkosti (1955)
- Čtyři jedou za obzory (1960), cestopis
- Zázrak v Těpicích (1961)
- Rozhořčený mladý muž (1964)
- Muž v zástěře (1969), kuchařská kniha, několik upravených reedicí
- Patálie v Panonii (1972)
- Zbraslavský Rabelais (1974), o Sašovi Rašilovovi
- Odnikud nikam (1964)
- Tři blázniví Robinsoni (1992)
- Karavana do Maidán el Hasá (1992)
- Humoresky (1993)
- Život je pes (1996)

### Scénáře
- Šestkrát do zobáku (1955)
- Dva muži v povětří (1956)
- Ostrov krále Leopolda (1957)
- Město vzhůru nohama (1961)